# Scotinotylus humilis
Scotinotylus humilis är en spindelart som beskrevs av Alfred Frank Millidge 1981. Scotinotylus humilis ingår i släktet Scotinotylus och familjen täckvävarspindlar. Inga underarter finns listade i Catalogue of Life.